# Фернанду Монтейру ди Кащру Сороменю
Фернанду Монтейру ди Кащру Сороменю (на португалски: Fernando Monteiro de Castro Soromenho) е португалски и анголски журналист, писател и етнолог.
Представител е на неореализма, известен като „Бащата на анголския роман“. Признат е за класик на анголската литература.

## Семейство
Семейството му принадлежи към горната прослойка на португалската средна класа. Той е 3-то от 7-те деца на Артур Сороменю Ернесту ди Кащру (Порто, 1878 – Лисабон, 1944) и Стела Сороменю Монтейру ди Кащру (Порто, 1884 – Лисабон, 1964).
Баща му завършва заради семейна традиция Военния колеж през 1890 г. Отказва се обаче от военна кариера поради желание да учи право. Семейството му се противопоставя и заминава за Африка през 1897 или 1898 г. Попада в Мозамбик, където започва работа в компанията на граф Стрийки като изпълнителен директор.
През 1906 г. се оженва за Стела Фернанкола,, дъщеря на член на Върховния съд в Лисабон. Той става управител на провинция Лунда Норте в Североизточна Ангола

## Биография
Роден е на 31 януари 1910 г. в пристанищния град Чинде, Мозамбик.
През 1911 г. заминава с родителите си в Ангола (Уамбо). Детството му преминава в тази страна и първите му впечатления са свързани именно с тази част на Африка. На 6-годишна възраст го изпращат в Португалия заедно с брат му Нуно, за да завърши там средното си образование. Учи в лицей в Лондон от 1916 до 1925 г.
Завръща се в Ангола през 1925 г., където започва работа в най-голямата компания за добив на диаманти Companhia de Diamantes de Angola в североизточната част на страната. Това му дава възможност да опознае традиционния живот на коренното население и да прави етнографски проучвания. След това работи като младши чиновник в колониалната администрация.
По-късно става журналист в столицата Луанда и главен редактор на вестник „Diário de Luanda“ и седмичника „Humanidade“. Посвещава голяма част от творчеството си като журналист и писател на борбата за правата на човека. През 1937 г. се завръща в Лисабон и сътрудничи на редица вестници – „Diário Popular“, „A Noite“, „Jornal da Tarde“, „O Século“, „Seara Nova“, „O Diabo“, „O Primeiro de Janeiro“, „Dom Casmurro“. През 1943 г. създава собствена издателска къща.
През 1949 г. се жени за Мерседес де ла Куеста в Аржентина. Изнася много лекции в различни държави за Ангола и нейната култура. През целия си живот се занимава активно с етнографски изследвания и проучвания на анголските народностни групи. През 1960 г. заради критики към режима на Антонио Салазар и за да избегне предстоящия арест, заминава в изгнание във Франция. По-късно отпътува за САЩ, където става професор в Университета на Уисконсин и води курс по португалски език и литература. През 1961 г. се завръща във Франция и работи в списание, свързано с борбата на африканските народи за независимост. През декември 1965 г. се премества в Бразилия. Там преподава във факултетите по философия в Сао Пауло и Араракуара. Умира на 18 юни 1968 г. в гр. Сао Пауло, Бразилия.

## Творчество
Творчеството му обхваща 5 романа, няколко тома с разкази, социологически и етнографски студии и пътеписи.
През целия си живот се занимава с етнографски изследвания на Ангола и е основател на Центъра за африкански изследвания в университета на Сао Пауло в Бразилия. Първата му работа е сборникът „Няри – драмата на чернокожите“ (Nhárí: O Drama da Gente Negra), публикуван в Луанда през 1938 г. В него разказва за живота на обикновеното африканско общество и миналото на Ангола.
Книгата „История на Черната земя“ (Histórias da terra negra) е свързана с продължителното му пребиваване в северните райони на Ангола. Тук са събрани най-добрите литературни произведения от първия период на творчеството му. Сборникът е плод на етнографската му дейност в тази част на Африка. В него са публикувани и художествено преработени разкази и легенди, чути от местното население. Част от тях почиват на действителни исторически факти. Създава цяла галерия от образи на анголци, живели по време на създаването на древните държави Луанда, Косонго и Луба и още преди пристигането на белия човек. Литературният талант на писателя и дълбокото му познаване на историята и етнографията на страната нареждат този сборник между водещите образци на анголската литература.
Изследователите приемат 1949 г. за начало на втория период от творчеството на Кащру Сороменю, ознаменуван с коренна промяна на тематиката и стила му. Писателят се заема с нов за него жанр – романа. Най-съществената част от творчеството му е трилогията, посветена на португалския колониализъм, тежкия живот на чернокожите в Ангола и борбата им за свобода и човешки права. Първата част – романът „Мъртва земя“, публикуван през 1949 г. в Бразилия, издаден и в България, се превръща в политическо обвинение към португалската колонизация. Книгата е забранена в Португалия веднага след излизането ѝ. Втората част – романът „Прелом“, е издаден през 1957 г. в Португалия и веднага е конфискуван от цензурата. Третата част е романът „Рана“, който остава незавършен поради смъртта на писателя и е публикуван посмъртно през 1970 г.
В разказите му и в романите „Тревожна нощ“ и „Хора без път“ се разкрива животът във вътрешността на Ангола, проблемите на хората по селата и взаимоотношенията с португалските колонизатори. Белите търговци и администратори са представени нюансирано, като е подчертана не само расовата, но и социалната сегрегация в обществото.
Сборникът „Удивителното пътешествие“ съдържа очерци и легенди, събирани от писателя и посветени на произхода на етническите групи амбуела и биено.

## Романи
- „Тревожна нощ“ (1939) (Noite de Angústia)
- „Хора без път“ (1941) (Homens sem Caminho)
- „Мъртва земя“ (1949) (Terra Morta)
- „Прелом“ (1957 г.) (A Viragem)
- „Рана“ (1970 г.) (A Chaga)

## Сборници
- Няри – драмата на чернокожите (разкази и новели) (1938) (Nhárí: O Drama da Gente Negra)
- Буря и други истории (разкази) (1943) (Rajada e outras histórias)
- Каленга (разкази) (1945 г.) (Calenga)
- История на Черната земя (разкази и легенди) (1960) (Histórias da terra negra)